# Gleđevci (Stolac, BiH)
Gleđevci su bivše samostalno naselje s područja današnje općine Stolac, Federacija BiH, BiH.

## Povijest
Za vrijeme socijalističke BiH ovo je naselje pripojeno naselju Burmazi.